# Cerodontha capitata
Cerodontha capitata este o specie de muște din genul Cerodontha, familia Agromyzidae, descrisă de Zetterstedt în anul 1848. Conform Catalogue of Life specia Cerodontha capitata nu are subspecii cunoscute.